# Christine Keshen
Christine Keshen (* 6. Februar 1978 in Invermere, British Columbia) ist eine kanadische Curlerin.
Keshens größter Erfolg war der Gewinn der Bronzemedaille bei den Olympischen Winterspielen 2006 in Turin. Sie spielte an der Position Lead im Team neben Skip Shannon Kleibrink, Third Amy Nixon, Second Glenys Bakker und Alternate Sandra Jenkins.